# 十字架天使圣玛利亚堂
十字架天使圣玛利亚堂（意大利语：Chiesa di Santa Maria degli Angeli alle Croci）是一座罗马天主教教堂，位于意大利那不勒斯的维特里纳里亚街（via Veterinaria），靠近植物园，巴洛克建筑风格。教堂之所以得名，是因为上山的路上要经过许多十字架。

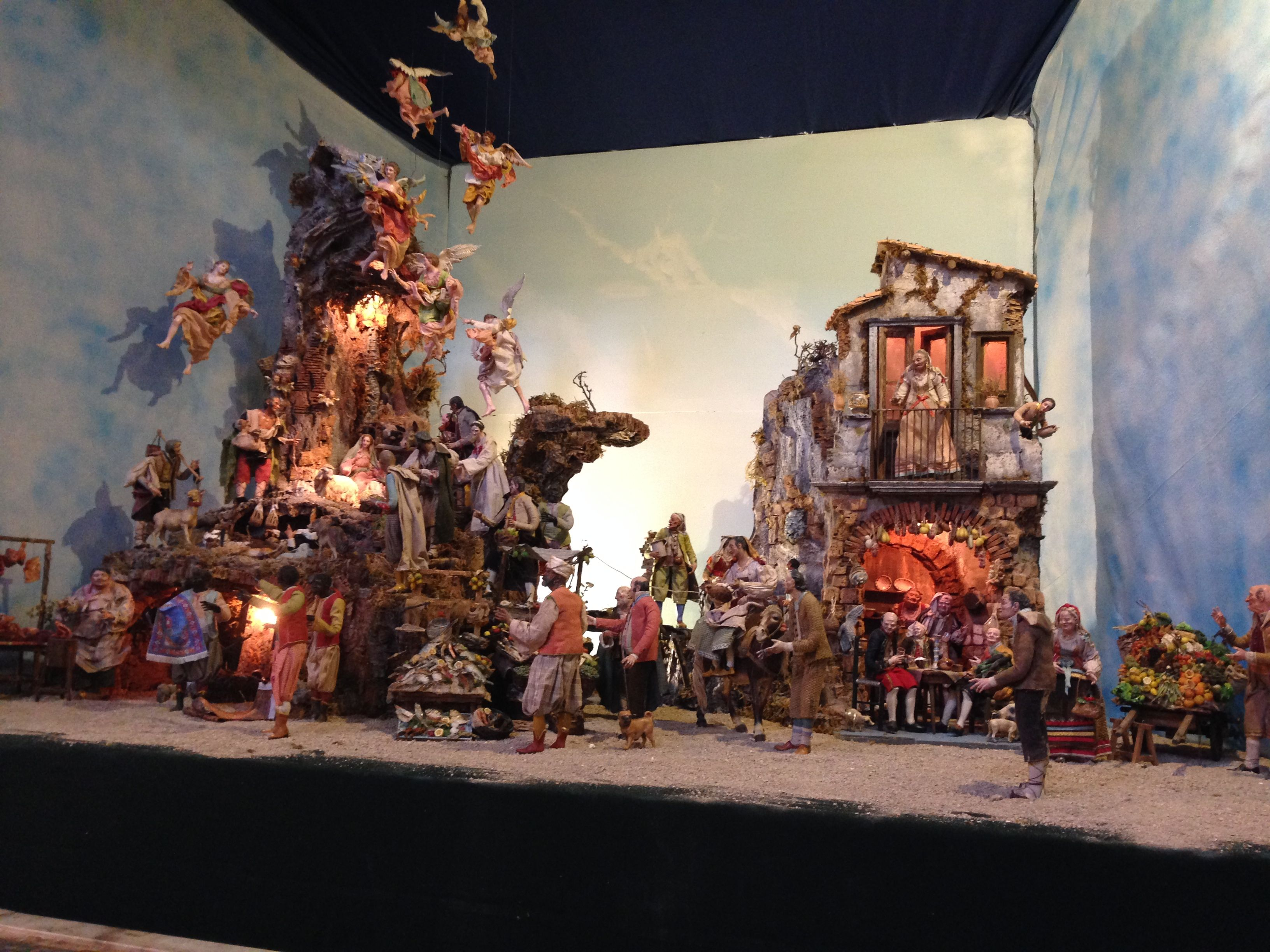

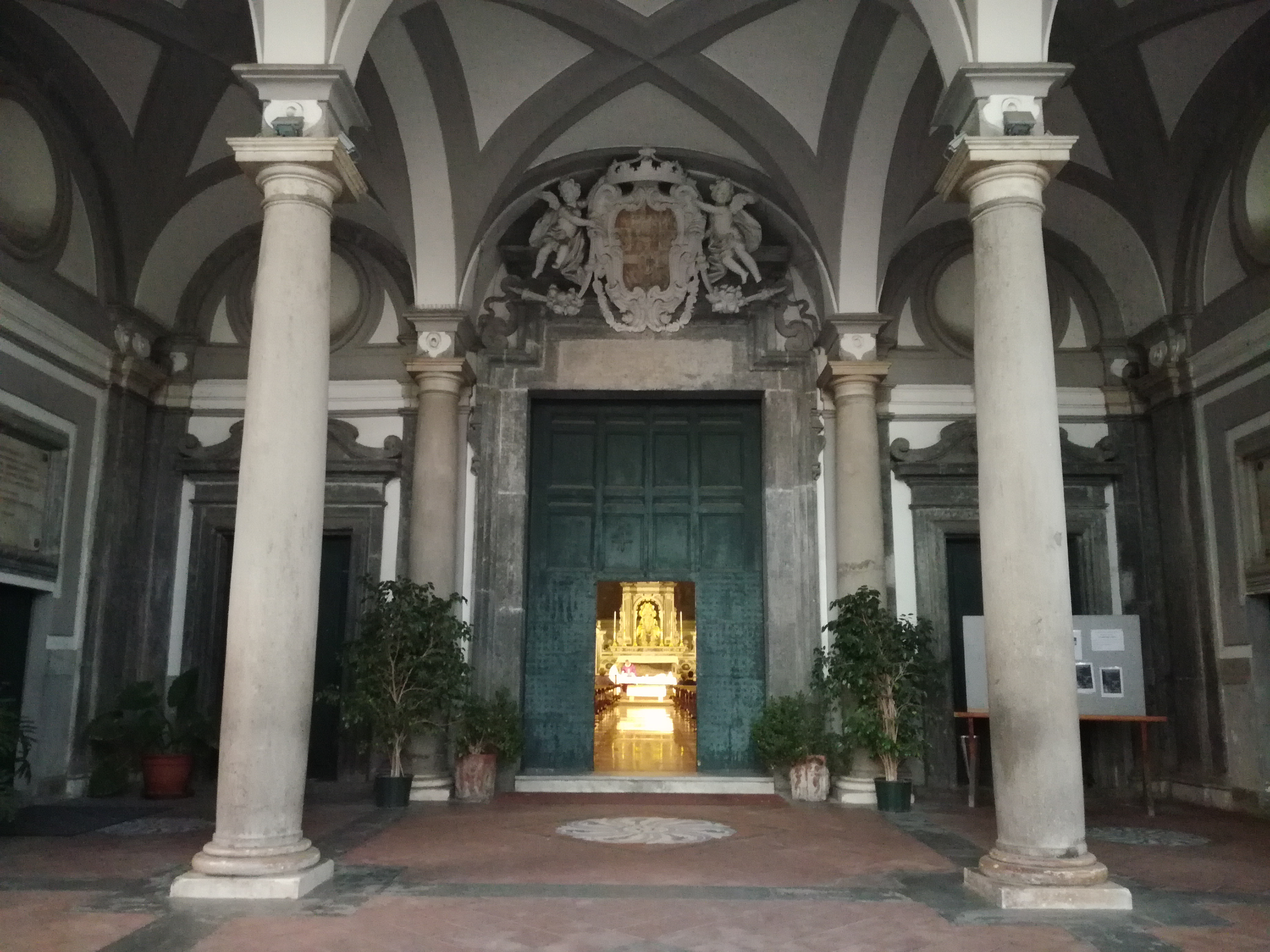
前庭

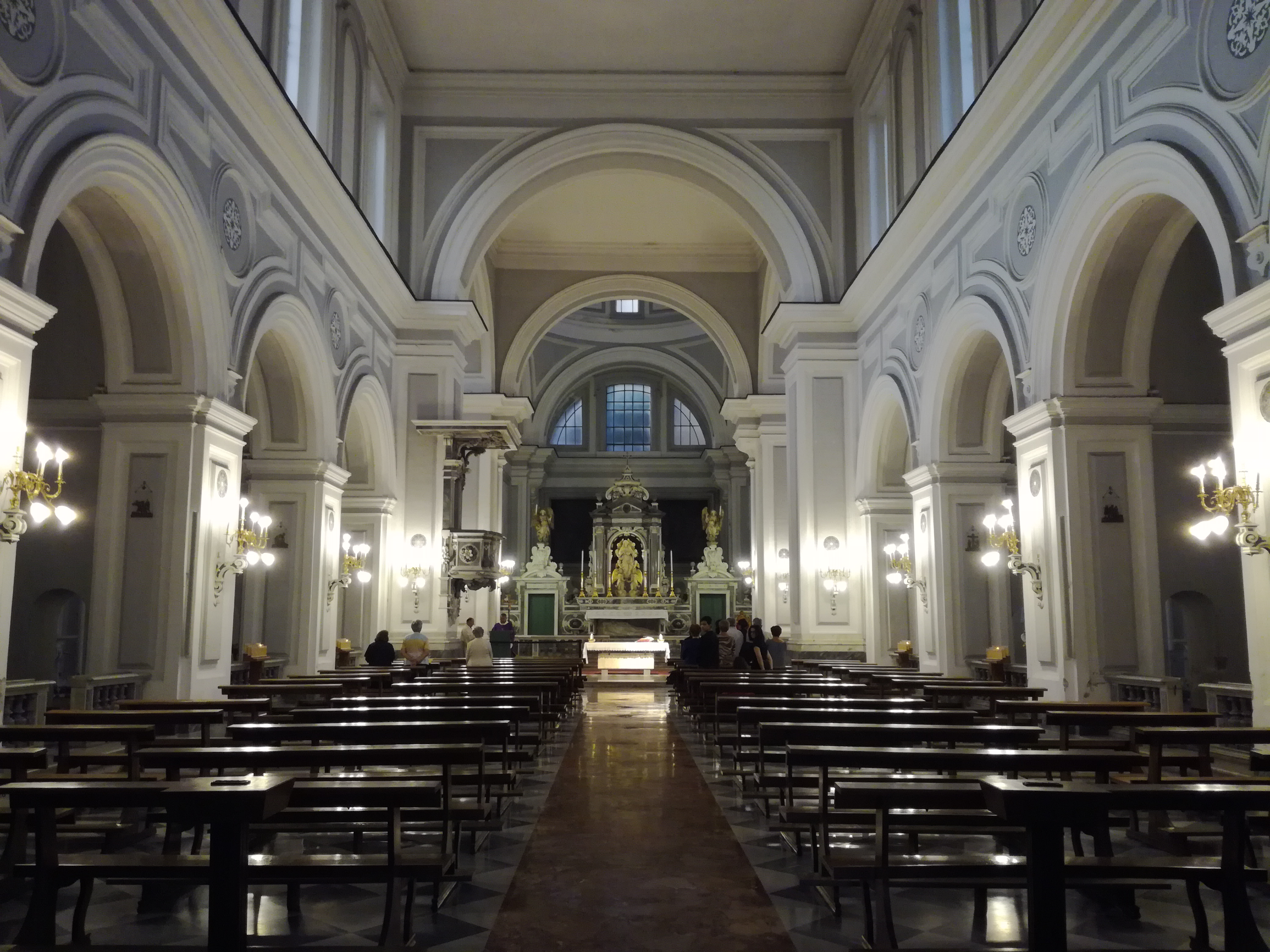
内部

## 历史
该堂创建于1581年，1638年由建筑师科西莫·范扎戈（Cosimo Fanzago）重建。他避开了流行的多色大理石装饰教堂，坚持了方济各会教堂特有的朴素。教堂内的柱子很可能取自老教堂。正祭台17世纪的木制雕像，出自卡雷里的雅各伯修士（Fra' Diego da Careri）之手。立面的圣方济各雕像被一些人归为范扎戈的作品，但一些文件则指向一位鲜为人知的方济各会修士雕刻家。范扎戈还为圣水钵雕刻了圣伯多禄和圣保禄的雕像。他的儿子卡洛·范扎戈（arlo Fanzago）为正祭台雕刻了基督浮雕。在修道院有贝利萨里奥·科伦齐奥（Belisario Corenzio）描绘福音故事的湿壁画。
该堂与方济各会神父那波利的若望（Giovanni da Napoli）有关。他是安排麦地那总督公爵与安娜·卡拉法结婚的关键中间人，是西班牙国王腓力四世的熟人，1638年，由于方济各·巴贝里尼枢机（Francesco Barberini，1597–1679年）的干预，教宗乌尔巴诺八世任命他为方济各会会长，1645年在托莱多担任修会总会长。他于1648年去世时，是巴伦西亚总主教。
自1815年以来，修道院一直是那不勒斯大学兽医学院的所在地。